# ريكي روبرتسون
ريكي روبرتسون (بالإنجليزية: Ricky Robertson)‏ هو واثب عالي أمريكي، ولد في 19 سبتمبر 1990 في هيرناندو في الولايات المتحدة.

## وصلات خارجية
- ريكي روبرتسون على موقع الاتحاد الدولي لألعاب القوى (الإنجليزية)
- ريكي روبرتسون على موقع الاتحاد الأمريكي لسباقات المضمار والميدان (الإنجليزية)
- ريكي روبرتسون على موقع TFRRS.org (الإنجليزية)
- ريكي روبرتسون على موقع أوليمبيديا (الإنجليزية)
- ريكي روبرتسون على موقع اللجنة الأولمبية والبارالمبية الأمريكية (الإنجليزية)